# Lives of the Jungle
Lives of the Jungle è un cortometraggio muto del 1915. Non si conosce il nome del regista né altri dati sicuri sul film che fu sceneggiato da Emma Bell (Emma Bell Clifton).

## Produzione
Il film fu prodotto dalla Selig Polyscope Company.

## Distribuzione
Distribuito dalla General Film Company, il film - un cortometraggio in una bobina - uscì nelle sale cinematografiche statunitensi il 17 luglio 1915.